# São João (Lembá)
São João é uma aldeia de São Tomé e Príncipe, localiza-se no Distrito de Lembá, ilha de São Tomé, próxima às localidades de Santa Catarina e de Lemba.